# Инженерная сейсмология
Инженерная сейсмология — раздел сейсмологии, изучающий сейсмические данные, необходимые для проектирования устойчивых против землетрясений (сейсмоустойчивых) сооружений.
Главная задачи инженерной сейсмологии — выявление сейсмоопасных районов и предварительные прогнозы вероятного сейсмического воздействия сильного землетрясения. Для оценки районов сейсмической опасности необходимо определение места очагов вероятных землетрясений, силы землетрясений на земной поверхности, повторяемости землетрясений, вероятных параметров сейсмического воздействия. Для этого проводят сейсмическое районирование.
Виды сейсмического районирования (общее сейсмическое районирование, полное сейсмическое районирование, сейсмическое микрорайонирование) отличаются друг от друга содержанием, методами, масштабами и полнотой исследования. Сейсмическое воздействие характеризуется баллами по сейсмической сетке или амплитудами колебаний, фиксируемых специальными приборами.